# Elwyn Berlekamp
Elwyn Ralph Berlekamp (né le 6 septembre 1940 à Dover, Ohio, États-Unis et mort le 9 avril 2019, d'une fibrose pulmonaire à Piedmont (Californie)) est un mathématicien, professeur émérite de mathématiques à l'université de Californie à Berkeley. Il est connu principalement pour son travail sur la théorie de l'information et la théorie des jeux combinatoires.

## Travaux
Berlekamp est l'inventeur de l'algorithme de Berlekamp qui permet de factoriser des polynômes à coefficients dans un corps fini. Il est aussi l'un des inventeurs de l'algorithme de Berlekamp-Massey (en), qui est utilisé pour implémenter les codes correcteurs de Reed-Solomon. Au milieu des années 1980, il est directeur de Cyclotomics, Inc., une entreprise qui développait des technologies en lien avec les codes correcteur d'erreurs.
Avec John Horton Conway et Richard K. Guy, il a coécrit Winning Ways for your Mathematical Plays, et est considéré depuis comme l'un des fondateurs de la théorie des jeux combinatoires. Avec David Wolfe, Berlekamp a coécrit le livre Mathematical Go, qui décrit des méthodes pour analyser certaines fins de parties au jeu de go.